# 스트라이커 장갑차

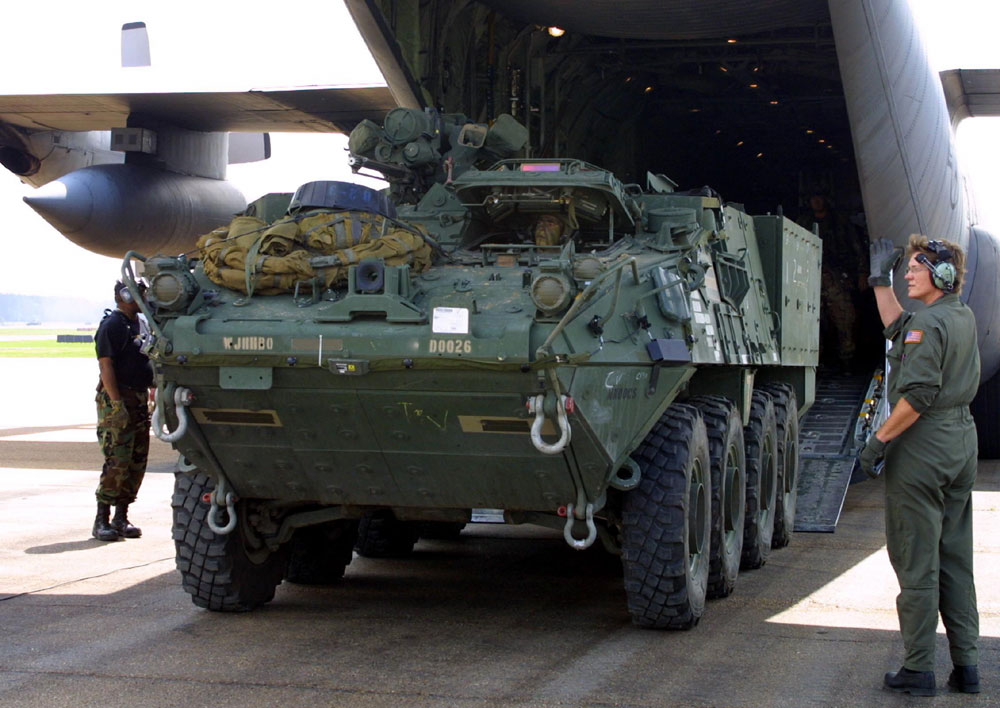
C-130 허큘리스 수송기에서 내려오는 스트라이커 장갑차

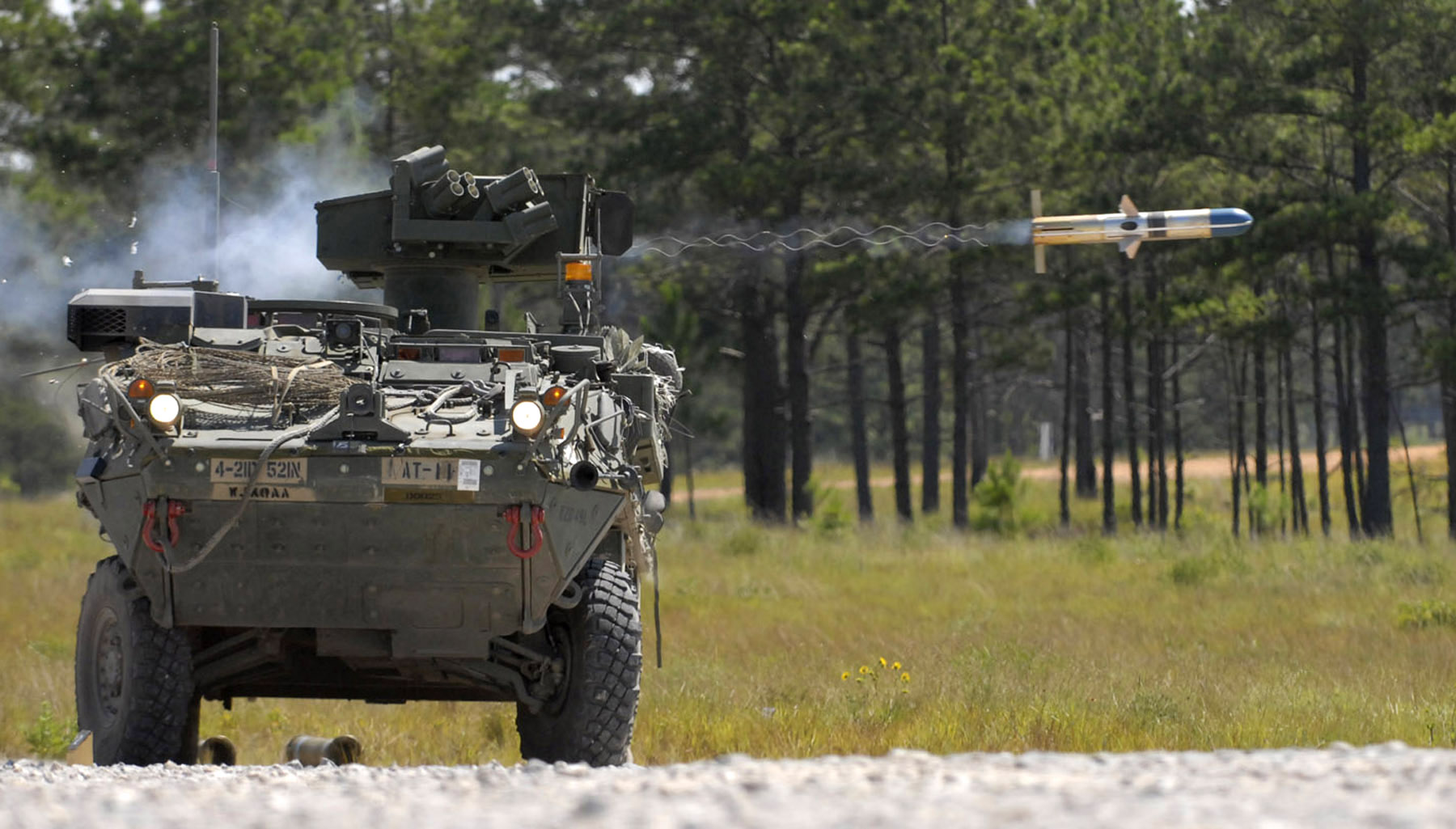
토우 대전차 미사일을 발사하는 스트라이커 장갑차

스트라이커 장갑차(영어: IAV Stryker)는 2002년 실전배치된 미국 육군의 8륜구동(Eight-wheel drive) 장갑차이다. 스위스 피랴냐-3 8륜구동 장갑차에 기초한 캐나다 LAV-3의 파생형이다. 제너럴 다이내믹스 랜드 시스템즈(General Dynamics Land Systems 캐나다에서 생산한다. 4륜구동(8×4) 방식이며 전륜구동(8×8)으로 전환할 수 있다. 미국 육군의 4,466대를 포함하여 4,900대를 생산했다.

## 스트라이커 여단
미국 육군은 스트라이커 장갑차로 구성된 기계화 여단을 9개 창설했다. C-130 허큘리스 수송기로 전세계에 96시간만에 파병할 수 있다. 사단 규모의 파병은 120시간 만에, 5개 사단 규모는 30일만에 파병 가능하다. 스트라이커 여단은 3개 보병대대, 1개 정찰기병대대, 1개 포병대대, 1개 여단지원대대, 1개 여단본부중대, 1개 여단정비대대로 구성되어 있다. 300대의 스트라이커 장갑차와 4,500명의 군인으로 구성된다. 1개 스트라이커 보병중대는 21대의 스트라이커 장갑차로 구성된다.

## 주한미군 철수
스트라이커 여단은 주한미군의 철수와 깊은 관련이 있다. 한국전쟁 직후 30여만명이 주둔하던 주한미군은 2016년 현재 주한미군 2사단만 남고, 모든 사단이 철수했다.
1970년 베트남 전쟁에 패배한 미국이 충격을 먹어 닉슨 독트린을 선언, 일방적으로 동두천 캠프 케이시의 주한미군 7사단을 철수했다. 그리고 의정부 캠프 레드 클라우드의 주한미군 2사단 조차도 2개 보병여단은 모두 철수해 미국 워싱턴주 7사단 산하에 배치하고, 210화력여단만이 동두천 캠프 케이시에 잔류중이다. 즉, 현재 주한미군 2사단에는 보병부대가 없다. 모두 미국으로 철수해 있다.
9개의 스트라이커 여단 중에 최초 창설된 것이 미국으로 철수한 주한미군 2사단 3보병여단이다. 마지막으로 창설된 스트라이커 여단도 주한미군 2사단 2보병여단이다. 현재 한국에서 철수해 모두 워싱턴주 포트 루이스의 7사단에 배속되어 있다.

## 사용국가
- 미국 - 미국 육군은 9개의 스트라이커 기계화 여단을 창설했다.